# UB-85号潜艇
陛下之UB-85号艇是德意志帝国海军于第一次世界大战期间建造的其中一艘UB-III型近岸潜艇或称U艇。它由不来梅的威悉船厂承建，于1917年10月26日新船下水，至同年11月24日交付使用。其全长55.85米，水面及水下排水量分别为516吨和647吨，艇载武器则包括五具500毫米鱼雷发射管以及一门88毫米口径甲板炮。UB-85号入役后即被部署至北海战区的第五区舰队，并参与了大西洋潜艇战。但在两次巡逻期间，未能取得任何战功。1918年4月30日，UB-85号在北海海峡的处女礁附近遭英国武装拖网船和军用汽艇合力击沉，艇内34名官兵全数获救。

## 设计
UB-85号是不来梅威悉船厂承建的UB-III型第二批次（UB-80至UB-87号）的六号艇，由德意志帝国海军潜艇监察局于1916年9月23日订购、1917年1月24日动工，至同年10月26日下水。其全长55.85米，舷宽5.80米。艇体采用双壳体结构，水面及水下排水量分别为516吨和647吨，浮起时的吃水深度为3.72米。由于无需像UC-II型艇那样提供水雷布设装置，设计工程师对潜艇舷弧进行了优化，增大了司令塔体积，配备两具潜望镜，司令塔与控制室之间增加一道水密舱壁。这些改进显著提高了潜艇的水下机动性和生存力。为了达到更高的航速，UB-85号采用两台戴姆勒六缸四冲程530匹公制馬力（390千瓦特）柴油机用于水面运行，以及两台394匹公制馬力（290千瓦特）的布朗-博韦里电动发电机用于水下航行；水面最高航速13.4節（24.8每小時），水下7.5節（13.9每小時）；能够在水面以6節（11每小時）航速续航8,180海里（15,150），或以4節（7.4每小時）连续在水下航行50海里（93）而无需充电。
UB-85号的主武器为五具500毫米艇艏鱼雷发射管，其中艇艏四具采用层叠式布局分居两侧、艇艉一具，并可搭载合共10枚G6型鱼雷。辅助武器则是一门88毫米30倍径速射炮。其标准船员编制为3名军官加31名水兵。

## 服役历史
1917年11月24日，UB-85号在首度担任艇长的海军上尉京特·克雷希的指挥下正式入役，随即展开海试。完成海试后，该艇于1918年2月10日被编入北海战区的第五区舰队，并参与了大西洋潜艇战。在两次巡逻期间，UB-85号曾抵达爱尔兰海，但未能击沉任何船舶。1918年4月30日，UB-85号在北海海峡的处女礁附近（54°47′N 5°23′W / 54.783°N 5.383°W）遭到英国武装拖网船金鸡菊号（Coreopsis）袭击，但在下潜规避的过程，大量海水通过一扇无法完全闭合的舱口涌入艇内。进水无法控制，因为根据克雷希上尉此前的要求，通往军官隔舱的换热器电缆是经由水密门铺设的。潜艇被迫浮出水面，并在陆续加入战局的英国巡逻艇的炮火中被其船员遗弃。全艇34名官兵无一伤亡，他们均被英国人救起并俘虏。

## 残骸考察
2016年10月，苏格兰电力公司的工作人员在勘测铺设新电缆的路线时，于斯特兰拉尔沿岸对开约104（56海里）处的海底发现了一艘一战德国U艇的残骸，这极可能是在战争期间遭遇袭击的UB-85号或其姊妹艇UB-82号。英国伯恩茅斯大学的海洋考古学家和历史学家英尼斯·麦卡特尼在研究了遥控潜水器所收集的潜艇残骸视频，以及海洋勘探船上所收集的地球物理学数据后表示，考虑到这艘潜艇在约340英尺（100）深的海底待了近100年，它的形态仍维持相当完好。尽管尚无法确定这是两艘潜艇中的哪一艘，但麦卡特尼认为，这无疑离解开所谓的UB-85号之谜以及其沉没的原因更近了一步——无论是常见的机械故障还是其他不太容易解释的原因。

## 大众文化
UB-85号因与神秘动物学的联系而著称，相关传闻至今仍在关注所谓的超自然事件的网站上不断被讲述。根据这一论调，UB-85号的艇长克雷希在1918年4月30日被俘时曾向英国人供认，他的潜艇在水面上巡航是由于无法潜水，因为当前一天晚上浮出水面给蓄电池充电时，一只奇怪的野兽跳出水面造成了损坏。这个水怪长着犄角，小眼睛深陷，獠牙在月光下闪闪发亮，并且十分笨重，以至于当它爬上潜艇的一侧时，整艘潜艇都向一边倾斜。然后它凶狠地袭击前部的甲板炮，将其咬碎。然而，麦卡特尼的研究并没有发现这些故事的历史依据，它们在网上的流传也没有任何来源。他指出，UB-85号的艇长和任何船员在获救后被英国海军情报部门审问时，都没有提到海怪。

## 脚注
1. ↑  Rössler，第55頁.
2. 1 2  Helgason, Guðmundur. . German and Austrian U-boats of World War I - Kaiserliche Marine - Uboat.net.   [2022-05-11].
3. 1 2 3 4  Gröner 1991，第25-30頁.
4. 1 2  Helgason, Guðmundur. . German and Austrian U-boats of World War I - Kaiserliche Marine - Uboat.net.   [2015-03-09].
5. ↑  陈进，第239頁.
6. ↑  NARS，第121頁.
7. 1 2  . The London Gazette. 1921-11-11, (32515): 8942  [2017-11-15]. （原始内容存档于2022-05-11）.
8. ↑  Messimer，第210頁.
9. 1 2  . The Guardian. 2016-10-20  [2022-05-10]. （原始内容存档于2022-05-11）.
10. 1 2  Sebastian Shukla; Bianca Britton. . CNN. 2016-10-19  [2022-05-11]. （原始内容存档于2022-05-11）.
11. 1 2  Tom Metcalfe. . Live Science. 2016-10-25  [2022-05-11]. （原始内容存档于2022-05-11）.